# El Tejoruco, Quechultenango
El Tejoruco är en ort i Mexiko.   Den ligger i kommunen Quechultenango och delstaten Guerrero, i den södra delen av landet, 240 km söder om huvudstaden Mexico City. El Tejoruco ligger 969 meter över havet och antalet invånare är 620.
Terrängen runt El Tejoruco är kuperad åt sydväst, men åt nordost är den bergig. Runt El Tejoruco är det ganska tätbefolkat, med 56 invånare per kvadratkilometer. Närmaste större samhälle är Xochitepec, 12,7 km sydväst om El Tejoruco. I omgivningarna runt El Tejoruco växer huvudsakligen savannskog.